# Miklós Patrubány
Miklós Patrubány (n. 23 decembrie 1952, Mediaș, Sibiu, România) este un inginer și politician român de etnie maghiară.
Între 1972-1976 a urmat Universitatea Tehnică din Cluj, facultatea de inginerie electrică. A lucrat la fabrica de componente electronice Microelectronica București, iar apoi se întoarce la Cluj și lucrează ca cercetător în domeniul tehnicii de calcul, fiind unul dintre cei mai buni în acest domeniu din România.
În 1989, publică în două volume lucrarea „Totul despre microprocesorul Z80”, la Editura Tehnică:
- Patrubány, Miklós (1989). Totul despre ... microprocesorul Z80. 1. București: Editura Tehnică. ISBN 973-31-0008-0.
- Patrubány, Miklós (1989). Totul despre ... microprocesorul Z80. 2. București: Editura Tehnică. ISBN 973-31-0007-2.

După Revoluție, înființează firma „Praemium Soft” din Cluj-Napoca.
Începând cu anul 2000 este președintele organizației Uniunea Mondială a Maghiarilor.